# Allopauropus bounourei
Allopauropus bounourei är en mångfotingart som beskrevs av Paul Auguste Remy 1954. Allopauropus bounourei ingår i släktet småfåfotingar, och familjen fåfotingar. Inga underarter finns listade i Catalogue of Life.